# 동악대제
동악대제(東嶽大帝)는 태산(泰山)의 산신으로 존칭은 동악태산천제대생인성대제(東嶽泰山天齊大生仁聖大帝)이며, 줄여서 인성대제로 칭한다. 이 외에 천제대제, 악제, 악제야(爺), 태산부군(泰山府君), 동악제군(帝君)으로도 불리며, 도교의 산신 집단인 오악대제(五嶽大帝)의 수장이자 저승의 주인으로 풍도대제(酆都大帝)와 4명의 악제가 그를 호위한다고 한다.
한전불교(漢傳佛教)에는 24일 호법신(護法神) 중 하나로, 생일은 3월 28일이라고 한다.

## 상세
동악대제는 오악과 천하의 명산을 통할하며 시왕들을 관할하는 자이다. 그는 도교의 최고신이며, 도교 신자들은 동악대제가 현세와 저승의 화복을 주관하는 즉 음양계를 통괄하는 자로 인식하였다. 동악대제와 풍도대제의 성격이 겹치는 부분이 많아 일부 민중은 둘을 동일신으로 여기기도 하였다.
옛날에 태산은 천정(天廷)과 통하므로, 천자(황제)가 태산에 봉선(封禪) 의식을 치루었고, 그 아래에 땅이 있으니 사람이 죽으면 영혼은 태산의 아래로 돌아가게 된다. 영혼들은 곧 명계에 도착하는 것이며, 동악대제는 그 명계를 지배하는 신이다. 현대에는 동악대제가 모든 명사(冥事)를 주관했다고 바라보며, 일종의 국가원수로 바라볼 수 있다. 그리고 풍도대제의 보좌를 받은 점은 공치제(共治帝)와 유사한 부분이다. 타이완에 동악대제를 기리는 동악묘(東嶽廟)가 있다.

## 기타
병령제군, 벽하원군, 유왕야(劉王爺), 이왕야(李), 팽조(彭祖), 감라(甘羅), 양대부, 좌수재, 손천의, 위약왕(韋藥王), 우마장군(牛馬將軍), 오도장군(五道將軍), 온태보, 음양사, 판관(判官)을 종으로 거느렸다고 한다.

## 역대 봉호
- 고세태화진인(古歲太華真人) - 복희 추존
- 태산원수(太山元帥) - 후한 명제 추증
- 천제군(天濟君) - 측천무후 추존
- 천제왕(天濟王) - 당 현종 추존
- 동악천제인성왕(東嶽天齊仁聖王) → 동악천제인성제(東嶽天齊仁聖帝) - 북송 진종 추존
- 동악천제대생인성제(東嶽天齊大生仁聖帝) - 쿠빌라이 칸 추존[1]
- 인성대제(仁聖大帝) - 청나라 추존

## 같이 보기
- 태산
- 봉선